# Domingos Passos
Pour les articles homonymes, voir Passos.
Domingos Passos
Domingos Passos fut un célèbre militant anarchiste et syndicaliste brésilien. Originaire de Rio de Janeiro et charpentier de formation, Passos était noir, fils d'anciens esclaves affranchis après l'abolition de l'esclavage et né durant la dernière décennie du XIXe siècle. Nul ne connait la date exacte de sa naissance, ni aucune information sur son enfance et sa jeunesse. Il entrait en contact avec la pensée anarchiste par ses activités dans le syndicat des travailleurs de la construction civile où il se distingua par son activisme et son talent d'orateur, et fut élu par la direction collégiale pour représenter les ouvriers de la construction civile de Rio au Congrès ouvrier brésilien de 1920. Son militantisme actif fait de lui une cible privilégiée de la police, il est arrêté à plusieurs reprises. En 1924, après la répression qui a suivi la Révolte de São Paulo, à laquelle ont participé certains dirigeants ouvriers, Passos a été incarcéré par le Quatrième Poste de Police Auxiliaire et envoyé à la colonie pénitentiaire de Clevelândia do Norte, à la frontière avec la Guyane française. Il organisa un plan d'évasion, et s'échappa avec les autres militants de la colonie pénitentiaire à travers le fleuve Oyapock, arrivant au rivage de la Guyane française. Il partit pour Belém do Pará, où il est resté jusqu'en 1927.
De retour à Rio de Janeiro, il reprit l'activisme syndical. Il partit ensuite pour São Paulo, où il travailla à la réorganisation de la Fédération des travailleurs (FOSP). Toujours en 1927, il participa au 4e Congrès Ouvrier de Rio Grande do Sul, tenu à Porto Alegre. Avec la répression qui a suivi l'approbation de la loi Celerada, il a été arrêté lors d'une manifestation pro-Sacco et Vanzetti, restant quarante jours au poste de police de Barao de Jaguara, connu sous le nom de « Bastille de Cambuci ». Il sortit, quitta São Paulo vers le sud du pays, en arrivant à Pelotas, où il a été de nouveau arrêté et expédié de force sur un bateau à Santos. En arrivant là, il a réussi à s'échapper à nouveau, est retourné à São Paulo, où il a vécu caché pendant un moment.
Ayant été arrêté une fois de plus, en février 1928, il est resté en détention au secret par arrêté du délégué Ibrahim de Almeida Nobre, emprisonné dans une cellule sombre et sans fenêtre du poste de police de Cambuci, tout en ne recevant de la nourriture qu'une fois par jour. Après avoir été retiré de la cellule, il a été embarqué à bord d'un train et envoyé mourir dans les forêts de la région de Sengés, dans l'intérieur du Paraná. Quelque temps plus tard, il a obtenu un abri dans cette ville et a écrit aux anarchistes de São Paulo pour leur demander de l'argent, qui a été livré par un émissaire. Après cela, il a été porté disparu et aucun autre signalement de ses allées et venues n'a été connu.

## Biographie

### La jeunesse, le militantisme syndicaliste et anarchiste
Peu d'informations sont connues sur la jeunesse de Domingos Passos. Originaire de Rio de Janeiro, la date exacte de sa naissance est inconnue, mais il est spéculé Passos fut né durant la dernière décennie du XIXe siècle, les fils des anciens esclaves affranchis après l'abolition. Il est devenu un charpentier, travaillant dans le domaine de la construction civile, et est rapidement devenu impliqué dans les activités de l'Union Générale des Travailleurs de la Construction Civile (UGCC), où il a été en contact avec l'anarchisme et syndicalisme révolutionnaire autodidacte, il passait souvent ses nuits dans la bibliothèque de l'anarchiste espagnol Florentino de Carvalho, très près du siège de son syndicat, où il a cherché à s'instruire lui-même.
Passos se détachait comme un militant dans le contexte des grèves de 1917-1919. Après la grève générale, à São Paulo, en 1917, l'UGCC et d'autres associations de la résistance ont paralysé leurs activités le 22 juillet. Le mouvement a été durement réprimé, se soldant par l'arrestation de militants, et de l'interdiction de la Fédération des Travailleurs de Rio de Janeiro (FORJ), qui serait remplacé en janvier 1918, par l'Union Générale des Travailleurs (UGT). En 1918, l'UCGG a ensuite appelé l'Union des Travailleurs de la Construction Civile (UOCC) et vivait dans une série de conflits entre les anarchistes et d'autres membres pour le contrôle du syndicat. Avec la victoire des anarchistes dans les élections pour la direction du syndicat, en mai 1919, l'organisation fut de nouveau gouvernée par ses bases d'accord originales, qui adoptèrent une direction collégiale et une structure non hiérarchique. Les postes de président et de vice-président, institués par les coopératives qui dirigeaient l'association depuis décembre 1917, ont été supprimés. Domingos Passos a été élu en octobre pour le poste de deuxième secrétaire de la UOCC, et en décembre, pour celui de premier secrétaire pour la période de janvier à juillet 1920. Dès 1919, le syndicat a remporté la journée de huit heures pour le secteur de la construction civile et participé à la fondation de la Fédération des travailleurs de Rio de Janeiro (FTRJ), successeur de l'UGT, proscrite en novembre 1918 après une tentative d'insurrection organisée par les anarchistes cette année-là.
Passos a été un éminent orateur et militant, et fut respecté par les anarchistes et les syndicalistes de l'époque. Il fut qualifié par les compagnons comme le "propriétaire d'un public parlant clairement — engagé et agressif en même temps ; multipliant la participation à des rassemblements, face à des ouvriers désireux de l'entendre parler". En 1920, avec José Teixeira, Passos a été désigné pour composer la délégation de la UOCC à l'occasion du 3e Congrès Ouvrier au Brésil. Dans ce Congrès, il fut nommé au Comité Exécutif du IIIe Congrès (CIEC), qui doit coordonner les activités pour la mise en œuvre des résolutions prises, et un mandat allant jusqu'au 4e Congrès Ouvrier au Brésil, prévu pour 1921, mais qui n'aura finalement pas lieu. Le CECT a été créé avec un secrétaire général, un trésorier et cinq secrétaires itinérants, responsables pour les cinq régions géographiques qui divisent le Brésil. Domingos Passos fut nommé secrétaire général pour la région centrale du pays. Comme le secrétaire itinérant de la CTEC, s'est rendu à deux reprises à la Paraná pour collaborer avec les syndicats de la résistance locale, et de diffuser les thèses du Congrès Ouvrier de 1920. Passos a également été souvent invité à des conférences aux sièges des syndicats et a également participé à de nombreux festivals ouvriers, sur les questions sociales notamment.
Domingos Passos a été l'un des plus féroces et intransigeants adversaires du bolchevisme, qui gagna en force dans le mouvement ouvrier brésilien après la fondation du Parti communiste brésilien (PCB). En mars 1922, peu de temps avant la fondation du parti, l'UOCC, dans un manifeste qui a été fourni avec la collaboration de Passos, dénonça la dictature bolcheviks, où « certains membres du Parti communiste, trônaient au pouvoir, exercent la dictature au nom du prolétariat », accusant le gouvernement soviétique de persécuter, emprisonner et assassiner des militants de la gauche révolutionnaire, en particulier les anarchistes, pour cette raison, « une autre ne peut pas être l'attitude de la construction, mais l'opposition à la dictature et ses dictateurs ". En 1923, lorsque les communistes ont commencé à exercer une plus grande influence sur le FTRJ, les anarchistes ont dès lors essayé de réorganiser les FORJ. Refondée, la Fédération comprend l'adhésion des syndicats de la construction, cordonniers, tonneliers, charpentiers de marine, gastronomique, fondeurs, carreleurs, maréchaux et travailleurs de la métallurgie dans les carrières. Domingos Passos était l'un de ses principaux réticulateurs. Il a été élu au Comité fédéral du FORJ en août.

### La Prison et l'exil à Clevelândia do Norte
Le militantisme de Domingos Passos l'a amené à devenir l'une des cibles favorite de la police dès 1923. il a été plusieurs fois arrêté par le Quatrième Poste de Police Auxiliaire, créé en 1921 pour Artur da Silva Bernardes avec pour but spécifique la répression sociale et politique des militants anarchistes, face au mécontentement des dirigeants politiques du gouvernement brésilien. Avec le début de la Révolte de São Paulo, en 1924, le Congrès a déclaré l'état de siège pendant 60 jours dans la Capitale Fédérale et dans les états de Rio de Janeiro et de São Paulo, avant d'autoriser le président à le prolonger et à l'étendre à d'autres aires du territoire national. Domingos Passos et d'autres anarchistes qui se sont réunis pendant la nuit, ont déclenché une révolte dans l'état de São Paulo et furent arrêtés par la police à Rio de Janeiro. Par la suite, les centrales syndicales et les presses ouvrières furent fermés, et des dizaines d'anarchistes ont été emprisonnés ou déportés.
Domingos Passos resta vingt jours au poste central de police avant d'être envoyé à la prison-navire Campos, mouillant dans la baie de Guanabara, où il resta pendant trois mois, à piquer la rouille sur la coque du navire. Il fut transféré à bord du navire Comandante Vasconcellos et envoyé en exil dans la colonie pénitentiaire de Clevelândia do Norte, frontalière avec la Guyane française, avec d'autres militants anarchistes, prisonniers, chômeurs et les militaires dissidents. Les exilés travaillaient sans compensation pour une journée de travail de neuf heures et étaient logés dans des casernes, et ceux qui ne pouvaient pas être logés devaient dormir sous le sol des maisons ou sous les arbres, étant dérangés par l'humidité, les reptiles, les cactus, moustiques et rats. Dans les trois mois suivant l'incarceration, plusieurs détenus avaient contracté le paludisme, la shigellose et le béribéri. Domingos Passos a été l'un de ceux qui ont contracté le paludisme. Comme l'hôpital Simões Lopes, qui servait les prisonniers, ne pouvait pas prendre en charge les patients, une salle auxiliaire a été construite, décrite par Passos comme «la terreur des déportés, parce que l'entrée dans cette section de l'hôpital équivaut à prendre la route du cimetière».
Malgré les mauvais traitements et la maladie, Passos a réussi à enseigner des cours d'alphabétisation et à faire du prosélytisme pour la cause libertaire dans la colonie pénitentiaire. Le 1er mai 1925, Domingos Passos et Domingos Brás rencontrèrent d'autres exilés et quelques colons locaux pour chanter L'Internationale sur les rives du fleuve Oyapock. À une occasion, Passos a même rassemblé environ huit déportés sur la place Epitacio Pessoa pour protester contre les mauvais traitements, mais ils ont rapidement été réduits au silence par l'administrateur de la colonie et des soldats armés.

### Retour au mouvement syndical, nouvelles arrestations et disparition
Après quelques mois à Clevelândia do Norte, Domingos Passos a organisé un plan d'évasion pour le port de Saint-Georges, dans la Guyane française, où il était accompagné par des compagnons Domingos Brás, Pedro Augusto Motta, Manuel Ferreira Gomes, José Batista da Silva Tomás Deslits Borghe. Bien que libéré des privations et des mauvais traitements, ils étaient dans une situation désespérée après un mois à Saint-George. Les ressources envoyées par les compagnons furent épuisées, ils ne réussirent pas à trouver un emploi et n'avaient pas les moyens de payer pour un canot qui les prendrait pour Belém do Pará. Certains, comme Motta, décéderont à Saint George. Les fièvres attrapées dans la jungle ont forcé le groupe à chercher des médicaments à Cayenne, où ils furent accueillis par les créoles de la région. En décembre 1925, Domingos Passos, Domingos Brás et José Batista da Silva réussirent à arriver à Belém. Passos demeura dans la ville, pour un temps, pris en charge par les anarchistes et les syndicalistes de la région.
En 1927, Passos retourna à Rio de Janeiro après la fin de l'état de siège imposé par Artur da Silva Bernardes, reprendre l'activisme syndical. À l'époque, le mouvement ouvrier a été extrêmement divisé entre les anarchistes et les communistes. Dans une séance solennelle dans le Centre des Travailleurs des Carrières, le 1er mai, Domingos Passos viendra voir les travailleurs en les encourageant à participer à une manifestation appelée par les anarchistes dans la Praça Onze, en évitant "le rallye des politiciens" de la Mauá Carré, organisé par les communistes. La manifestation organisée par les anarchistes réunis un grand nombre de travailleurs, et le journal Correio da Manhã ignorera le rallye de la Mauá Carré, pour mettre en évidence les "belles célébrations" de la Praça Onze, promu par le FORJ, lorsque "les gens ont littéralement rempli le secteur.". Cependant, les différends entre les anarchistes et les communistes affaiblisent de plus en plus le syndicalisme de résistance à Rio de Janeiro, si bien que les communistes ont pris plus d'influence. Passos a ensuite déménagé à São Paulo, où les anarchistes avaient encore le plus d'influence, et s'est engagé dans la réorganisation de la Fédération des Travailleurs de São Paulo (FOSP), et au sein du Comité mixte de l'Agitation Pro-Sacco et Vanzetti. en 1927, Passos a participé à la 4e Congrès Ouvrier dans le Rio Grande do Sul, a tenu à Porto Alegre. Il a également été nommé pour représenter le Brésil lors d'une Conférence le Libertaire Continental, organisé par la Confédération Générale des Travailleurs du Mexique (CGT) et la Federación Obrera Regional Argentina (FORA). L'initiative, cependant, n'a pas été à la hauteur des résultats attendus, les anarchistes n'ayant pas été en mesure de collecter des fonds pour payer le voyage de Domingos Passos. Le journal A Plebe accusa alors les "organisations amorphes, qui n'ont pas d'autres horizons que le cercle étroit de leur propre corporation", ainsi que "les associations de l'esclavage sous la domination de la politique politicienne bolchevique" par indifférence à l'égard du projet.
En août 1927, Domingos Passos a été arrêté lors d'une manifestation pro-Sacco et Vanzetti dans le largo do Bràs. Son emprisonnement a été justifié par la Loi Celerada, approuvé dans le gouvernement de Washington Luís Pereira de Sousa, qui l'accusa “de détourner les travailleurs et les ouvriers de l'établissement dans lequel ils sont employés, par le biais de la menace et de l'embarras” ainsi que “pour causer ou entraîner la résiliation ou la suspension du travail par le biais de menaces ou de violence, pour imposer aux travailleurs ou les patrons d'augmentation ou de diminution de service, de salaire”. Passos a été emmené au poste de police de la Rua Barão de Jaguara, connue comme "la Bastille de la Cambuci", où il est resté pendant quarante jours. Tant bien que mal, il quitta São Paulo pour le Sud du pays, en arrivant à Pelotas, où il a été arrêté et envoyé de force sur un bateau à Santos. Arrivé là, il a réussi à s'échapper de nouveau, retournant à São Paulo et vivant caché pendant un moment, jusqu'à ce qu'en février 1928, il soit de nouveau arrêté, avec le cordonnier Affonso Festa. Par arrêté du délégué Ibrahim de Almeida Nobre, Passos a été laissé au secret pendant plus de trois mois au poste de police de Cambuci, dans une pièce sombre, sans fenêtre, et recevant de la nourriture qu'une fois par jour.
Lorsqu'il quitta sa cellule, Passos était couvert de plaies, et ne portait que des guenilles. Il a été embarqué à bord d'un train et envoyé à mourir dans les forêts de la région de Sengés, de l'intérieur du Paraná. Peu de temps après, il réussit à trouver un abri dans ce village et écrivit aux anarchistes de l'état de São Paulo, de demander de l'argent. L'argent a été pris en main par un émissaire. Après cela, plus personne d'autre n'eut de nouvelles de Domingos Passos, qui a été déclaré disparu.